# 城南宮北インターチェンジ

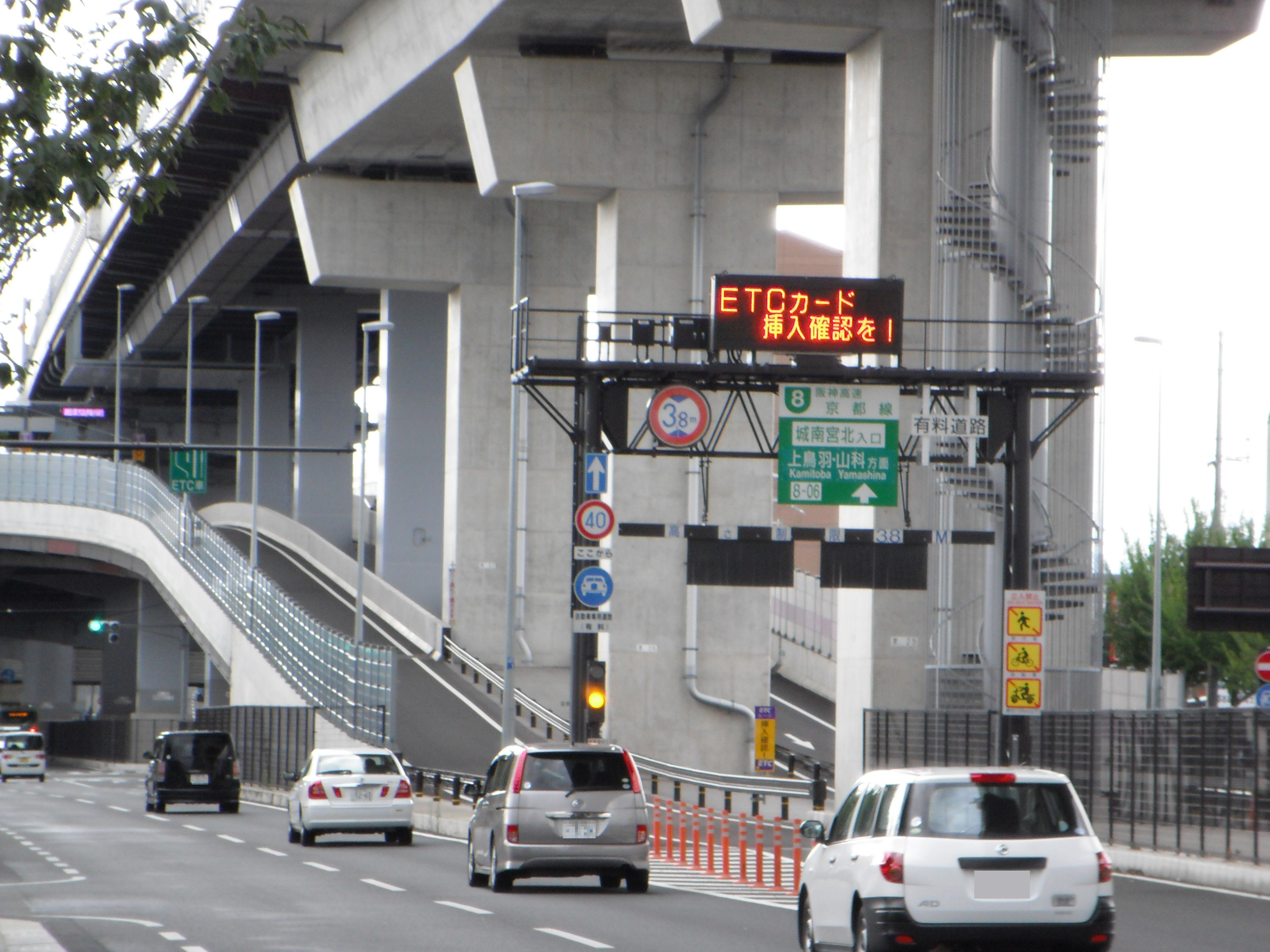
阪神高速当時の上鳥羽、山科方面入口

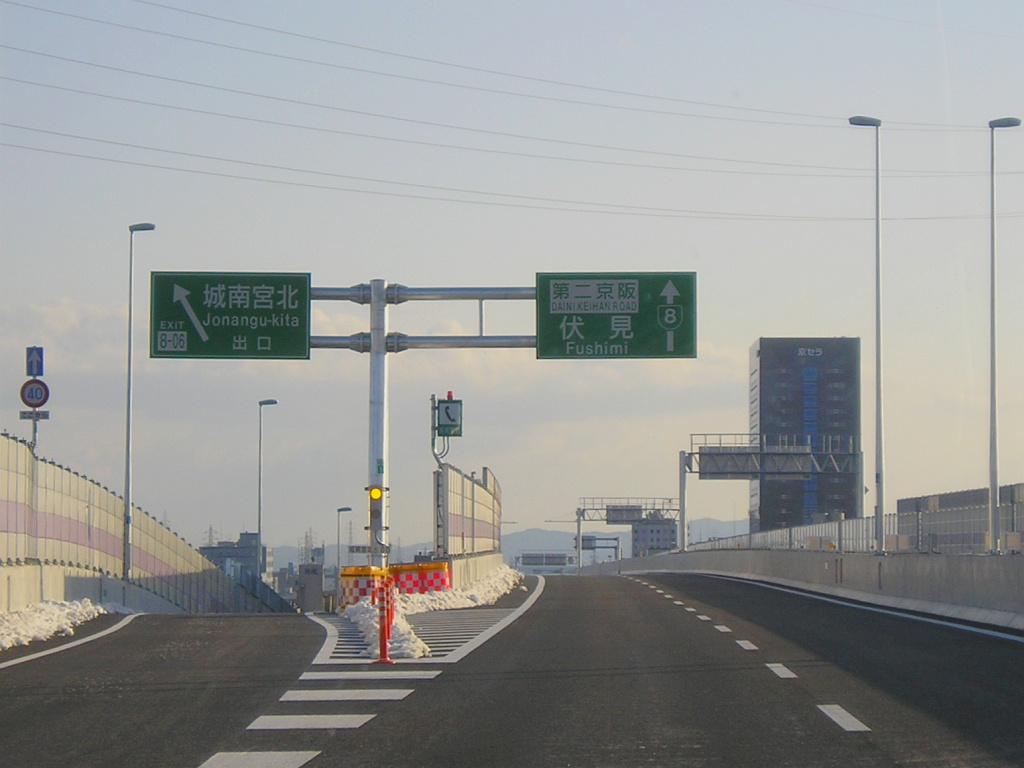
下り本線からの分岐

城南宮北インターチェンジ（じょうなんぐうきたインターチェンジ）は、京都府京都市伏見区竹田西内畑町にある第二京阪道路（油小路線）のハーフインターチェンジ。
2024年（令和6年）3月18日より料金所がETC専用になっている。

## 道路
- E89第二京阪道路（油小路線）

## 料金所

### 入口
- ブース数：2
  - ETC専用：1
  - ETC•サポート：1

## 接続する道路
- 油小路通

## 周辺
- 竹田駅
- 京都南インターチェンジ
- 京セラ本社
- らくなん進都

## 隣
E89第二京阪道路（油小路線）
(8-04)上鳥羽IC - 京都南JCT（予定） - (8-06)城南宮北IC - (8-07)城南宮南IC
※当ICから大阪方面へは行けない。